# Circunscripción electoral de El Hierro

Circunscripción de El Hierro
Cortes Generales* Senado: 1 senador (de 266)Parlamento de Canarias* 3 escaños (de 70)Cabildo Insular de El Hierro* 13 escaños (de 13)

El Hierro es una circunscripción electoral española, utilizada como distrito electoral para el Senado, que es la Cámara Alta del Parlamento español. Se corresponde con la isla de El Hierro, que pertenece a Canarias, y elige 1 senador.
Asimismo, El Hierro es una de las 8 circunscripciones del Parlamento de Canarias para el que elige 3 diputados y constituye la circunscripción única para la elección de los 13 miembros del Cabildo Insular de El Hierro.

## Ámbito de la circunscripción y sistema electoral
En virtud del artículo 69.3 de la Constitución Española de 1978 los límites de la circunscripción debe ser los mismos que los de la isla de El Hierro. El voto es sobre la base de sufragio universal secreto. En virtud del artículo 12 de la constitución, la edad mínima para votar es de 18 años.
En el caso del Senado, el sistema electoral sigue el escrutinio mayoritario plurinominal. Se elige un senador, que se corresponde con el que más votos haya recibido.

## Cabildo Insular de El Hierro

### Consejeros obtenidos por partido (1979-2023)
|                        | Agrupación Herreña Independiente | AHI            | 6  | 6  | 8  | 4  | 6  | 7  | 7  | 7  | 6  | 6  | 3  | 4  |
|                        | Coalición Canaria                | CCa            |    |    |    | 1  | 0  | 0  | 7  | 7  | 6  | 6  | 3  | 0  |
|                        | Partido Nacionalista Canario     | PNC            |    |    |    |    | 0  | 0  | 1  | 1  | 6  | 6  | 3  | 0  |
|                        | Partido Socialista Canario       | PSOE Canarias  | 0  | 2  | 2  | 4  | 3  | 2  | 3  | 3  | 5  | 3  | 4  | 3  |
|                        | Partido Popular de Canarias      | PP de Canarias |    | 3  | 1  | 2  | 2  | 2  | 2  | 2  | 2  | 2  | 1  | 2  |
|                        | Asamblea Herreña                 | AH             |    |    |    |    |    |    |    |    |    |    | 4  | 3  |
|                        | Izquierda Unida Canaria          | IUC            |    |    |    |    | 0  | 0  | 0  | 0  | 0  | 0  | 1  | 1  |
|                        | Nueva Canarias                   | NCa            |    |    |    |    |    |    |    | 0  | 0  | 1  | 0  | 0  |
|                        | Podemos Canarias                 | PODEMOS        |    |    |    |    |    |    |    |    |    | 1  | 0  | 0  |
| Partidos desaparecidos |                                  |                |    |    |    |    |    |    |    |    |    |    |    |    |
|                        | Unión de Centro Democrático      | UCD            | 5  |    |    |    |    |    |    |    |    |    |    |    |
| Total                  | Total                            | Total          | 11 | 11 | 11 | 11 | 11 | 11 | 13 | 13 | 13 | 13 | 13 | 13 |

## Parlamento de Canarias

### Diputados obtenidos por partido (1983-2023)
| Candidatura | Candidatura                      | Candidatura    | 1983 | 1987 | 1991 | 1995 | 1999 | 2003 | 2007 | 2011 | 2015 | 2019 | 2023 |
| ----------- | -------------------------------- | -------------- | ---- | ---- | ---- | ---- | ---- | ---- | ---- | ---- | ---- | ---- | ---- |
|             | Partido Socialista Canario       | PSOE Canarias  | 1    | 1    | 1    | 1    | 1    | 0    | 1    | 1    | 1    | 1    | 1    |
|             | Coalición Canaria                | CCa            |      |      |      | 0    | 0    | 2    | 2    | 1    | 2    | 1    |      |
|             | Agrupación Herreña Independiente | AHI            | 1    | 2    | 1    | 1    | 2    | 0    | 2    | 1    | 2    | 1    | 1    |
|             | Partido Popular de Canarias      | PP de Canarias | 1    | 0    | 1    | 1    | 0    | 1    | 0    | 1    | 0    | 1    | 1    |
| Total       | Total                            | Total          | 3    | 3    | 3    | 3    | 3    | 3    | 3    | 3    | 3    | 3    | 3    |

## Senado
Relación de senadores electos por la circunscripción:
| Legislatura   | Senador/a                      | Partido político |
| ------------- | ------------------------------ | ---------------- |
| Constituyente | -                              | -                |
| I             | Federico Padrón Padrón         | UCD              |
| II            | Federico Padrón Padrón         | UCD              |
| III           | José Francisco Armas Pérez     | PSOE             |
| IV            | Venancio Acosta Padrón         | AHI              |
| V             | Pedro Luis Padrón Rodríguez    | CC               |
| VI            | Pedro Luis Padrón Rodríguez    | AHI              |
| VII           | Venancio Acosta Padrón         | CC               |
| VIII          | Félix Ayala Fonte              | CC               |
| IX            | Narvay Quintero Castañeda      | CC               |
| X             | Melissa Armas Pérez            | AHI              |
| XI            | Pablo Rodríguez Cejas          | AHI-CC           |
| XII           | Pablo Rodríguez Cejas          | AHI-CC           |
| XIII          | Esther Carmona Delgado Segovia | PSOE             |
| XIV           | Esther Carmona Delgado Segovia | PSOE             |
| XV            | Aniceto Javier Armas González  | AHI              |